# 馬隆 (成化進士)
馬隆（1433年—？），字世昌，河南河南府鞏縣人，民籍。明朝政治人物。進士出身。

## 生平
河南鄉試第五十五名。成化五年（1469年）乙丑科會試第一百二名，殿試登進士第三甲第四十八名。

## 家族
曾祖父馬吉。祖父馬得。父亲馬忠。